# Hableány
Die Hableány (deutsch Nixe) war ein Ausflugsschiff, das am 29. Mai 2019 in Budapest in der Donau unterging. Dabei kamen 28 Menschen ums Leben.

## Schiff
Die Hableány wurde 1949 in Cherson in der Ukraine (damals Sowjetunion) gebaut und war ein Schiff der Moskwitsch-Klasse. Es war 27 Meter lang, wurde von einem 150-PS-Motor angetrieben und bot Platz für 60 Passagiere. Seit 2003 wurde es von der Panoráma-Deck Kft. betrieben.

## Unglück

### Ablauf
Am Abend des 29. Mai 2019 befanden sich 35 Personen – 33 Südkoreaner und zwei ungarische Crewmitglieder – auf dem Schiff bei einer routinemäßigen Fahrt zur Besichtigung des Uferbereichs der Donaumetropole. Um 21:05 Uhr kam es unter der Margaretenbrücke zur Kollision mit dem viel größeren Flusskreuzfahrtschiff Viking Sigyn, woraufhin die Hableány kenterte und innerhalb von 30 Sekunden sank. Aufgrund des schlechten Wetters sollen sich deren Passagiere unter Deck befunden haben. Unmittelbar nach dem Unglück konnten von anderen Schiffen aus sieben Passagiere lebend aus dem Wasser gerettet werden. Zuerst war von einem Wendemanöver der flussaufwärts fahrenden Hableány vor den Bug der Viking Sigyn die Rede; später hieß es, das Ausflugsschiff sei unter der Brücke in den Sog des großen Kreuzfahrtschiffs gezogen worden.

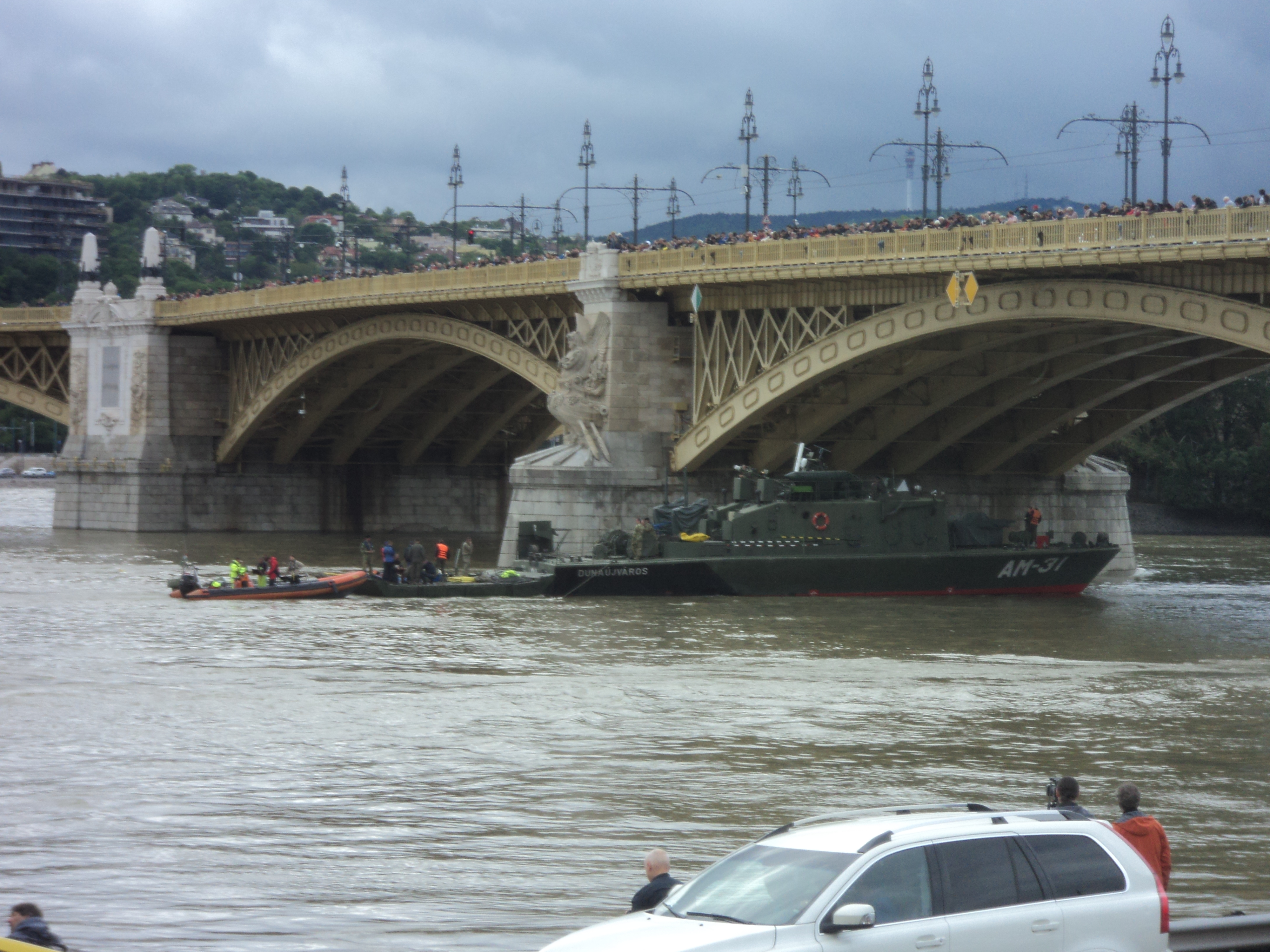
Ein Militärschiff an der Unglücksstelle am 30. Mai 2019

Um 21:15 Uhr traf ein Notruf bei der Polizei ein, worauf Such- und Rettungseinsätze von Polizei, Feuerwehr, Katastrophenschutz und Rettungsdienst eingeleitet wurden. Sieben Todesopfer wurden gefunden, 21 Personen waren noch vermisst. Die Geretteten wurden wegen Unterkühlung in Krankenhäusern versorgt.

### Folgen
Am nächsten Tag erreichte ein Militärschiff mit Tauchern die Unglücksstelle, um das in etwa neun Metern Tiefe liegende Wrack zu untersuchen. Die Soldaten errichteten eine Tauchplattform. Zunächst verhinderten jedoch hoher Wasserstand, starke Strömung und schlechte Sicht Tauchgänge in das Innere des Wracks.
Spezialisten aus Südkorea, zehn Taucher vom österreichischen Einsatzkommando Cobra sowie Rettungstaucher aus Tschechien reisten nach Budapest, um die Bergung zu unterstützen. Mittels Sonar wurde das Wrack genau geortet.
Nach den Vermissten wurde flussabwärts an der Donau in Ungarn und Serbien Ausschau gehalten. Einige Tage später wurden weitere Leichen gefunden, manche bis zu 100 Kilometer stromabwärts. Eine Woche nach dem Unglück waren noch 15 Personen vermisst.

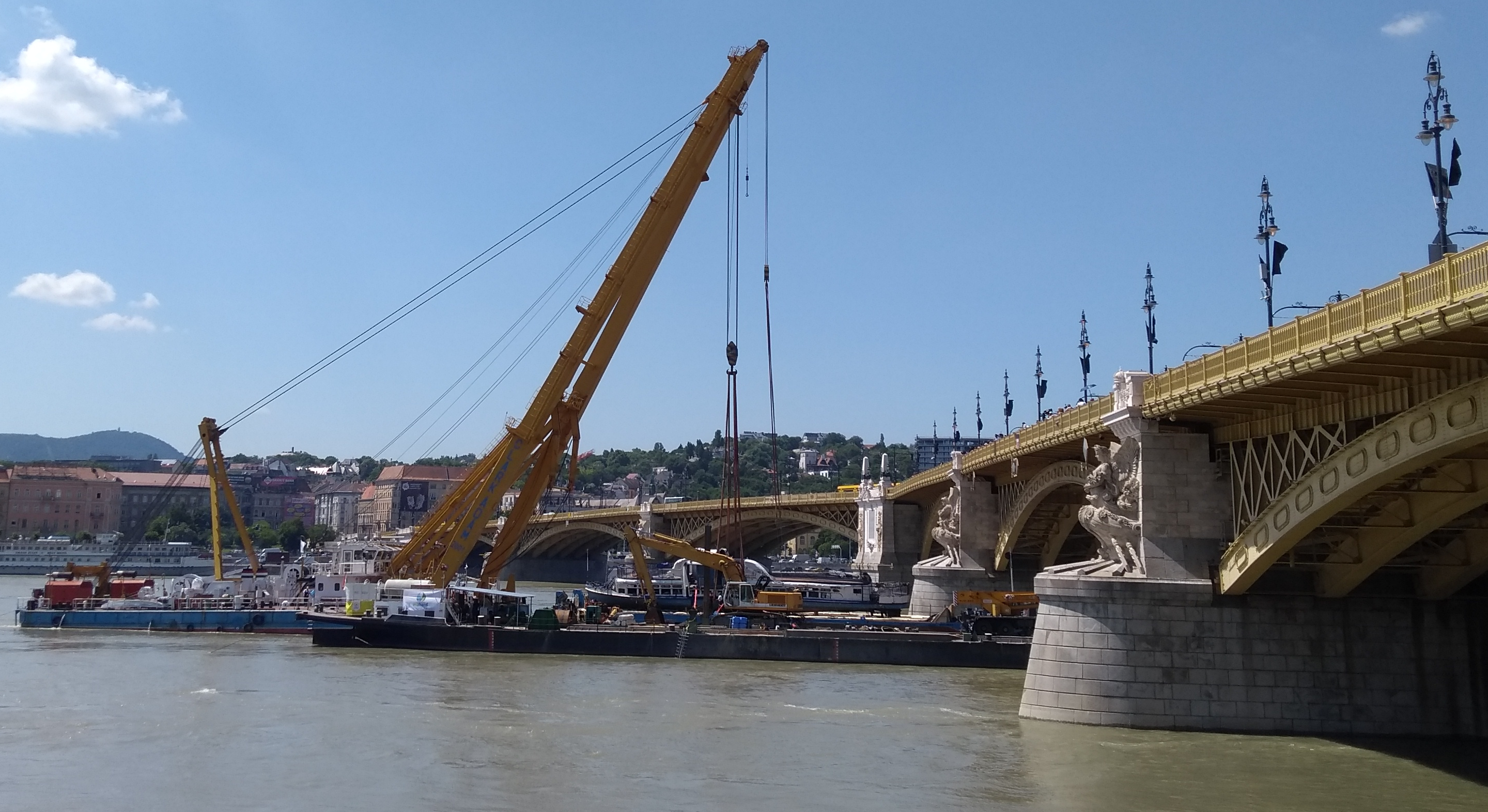
Die Bergung der Hableány durch die Clark Ádám am 11. Juni 2019

Am 11. Juni um sechs Uhr morgens begann die Bergung des Wracks unmittelbar stromunterhalb der Brücke mit dem Pontonkran „Clark Ádám“. Taucher befestigten dabei sechs Meter unter dem Wasserspiegel die Stahlseile am Wrack. Unter Beobachtung durch Taucher kam das Wrack um kurz nach sieben Uhr an die Oberfläche. Vier weitere Leichen wurden daraus geborgen, darunter der Kapitän und ein sechsjähriges Mädchen. Die Hableány wurde auf einen Lastenkahn gehoben und in den Freihafen auf der Donauinsel Csepel transportiert. Nach einer eingehenden Inspektion des Wracks wurde es von der Budapester Polizei beschlagnahmt und seine Überstellung in den Hafen von Újpest veranlasst.
Die Polizei verdoppelte anschließend die Zahl der Einsatzkräfte, die sich an der Suche nach den noch vermissten Personen beteiligten. Dabei kamen Wasserfahrzeuge, Drohnen, Hubschrauber und Sonar zum Einsatz, eine Gruppe südkoreanischer Feuerwehrtaucher unterstützte die Suche. Mit 6. Juli war noch eine Person vermisst. Das südkoreanische Team beendete seine Suchaktion Ende Juli 2019, von ungarischer Seite sollte die Suche noch bis 19. August 2019 fortgesetzt werden. Das letzte Opfer wurde bislang nicht gefunden (Stand Mai 2020).

### Reaktionen
Der südkoreanische Präsident Moon Jae-in bat die ungarische Regierung direkt nach dem Unglück, die Suche nach den noch vermissten Südkoreanern weiter voll zu unterstützen. Er dankte Premierminister Viktor Orbán für die Rettungsaktion. Südkorea entsandte ein eigenes Rettungsteam nach Ungarn. Die neun Rettungstaucher stießen am Freitag, 31. Mai, zu der Rettungsoperation hinzu. Auch die südkoreanische Außenministerin Kang Kyeong-hwa reiste nach Ungarn, um dort eine gemeinsame Pressekonferenz mit dem ungarischen Außenminister Péter Szijjártó abzuhalten.

### Rechtliche Aufarbeitung
Der Kapitän der Viking Sigyn wurde in Untersuchungshaft genommen. Gegen ihn wurde wegen „krimineller Fahrlässigkeit“ auf einer öffentlichen Wasserstraße ermittelt. Er habe vor dem Überholmanöver weder versucht, per Funk Kontakt zur Hableány aufzunehmen, noch habe er ein Schallsignal gesendet. Dazu habe er nicht die Polizei informiert, sie wurde von Passagieren eines unbeteiligten Ausflugsschiffes kontaktiert. Ein Antrag auf Freilassung gegen Kaution wurde vorerst abgelehnt, ein Berufungsgericht gab dem Antrag am 13. Juni statt, unter der Bedingung, dass der Kapitän in Budapest bliebe und eine elektronische Fußfessel trage. Die Kautionssumme wurde auf 15 Millionen Forint (etwa 46.700 €) festgesetzt. Im November 2019 wurde gegen ihn Anklage erhoben. Im Januar 2020 forderte die Fahndungsbehörde auch Haft für den Kapitän der Viking Idun wegen des Verdachts der unterlassenen Hilfeleistung. Die Viking Idun war bei dem Unglück hinter der Viking Sigyn gefahren, ihr Kapitän soll nicht angehalten und sich an den Rettungsarbeiten beteiligt haben. Am 11. März 2020 fand die erste vorbereitende Anhörung des Kapitäns der Viking Sigyn vor einem Gericht in Budapest statt. Weitere vorbereitende Anhörungen konnten wegen der COVID-19-Pandemie nicht stattfinden. Der Beginn des Gerichtsverfahrens wurde auf den 8. September 2020 verschoben.
Am 26. September 2023 ging der Prozess mit einer Verurteilung des Kapitäns zu fünf Jahren Haft zu Ende. Das Gericht sprach den zu diesem Zeitpunkt 68-jährigen Ukrainer wegen „Gefährdung des Schiffsverkehrs mit Todesfolge“ schuldig.
Dieses Urteil wurde jedoch am 15. Januar 2025 vom Budapester Stuhlgericht aufgrund der Befangenheit des Richters aufgehoben und eine neue Verhandlung in erster Instanz angeordnet. Die Staatsanwaltschaft wiederum hat danach gegen die Aufhebung des erstinstanzlichen Urteils Berufung eingelegt. Nach ihrer Ansicht könnten die vom Budapester Stuhlgericht festgestellten Fehler in einem Verfahren in zweiter Instanz behoben werden. Zudem ist sie der Ansicht, dass die Aufhebung des erstinstanzlichen Urteils zu einer übermäßigen Verlängerung des Verfahrens führen würde.